# Ryssby
Ryssby is een plaats in de gemeente Ljungby in het landschap Småland en de provincie Kronobergs län in Zweden. De plaats heeft 689 inwoners (2005) en een oppervlakte van 106 hectare.

## Verkeer en vervoer
Bij de plaats loopt de Riksväg 25.
Ljungby · Lagan · Ryssby · Lidhult · Kånna · Vittaryd · Angelstad · Agunnaryd · Hamneda · Dörarp · Bolmen · Byholma en Grimshult